# Haugschlag
Haugschlag est une commune autrichienne du district de Gmünd en Basse-Autriche.